# Encyklika
Encyklika är en rundskrivelse till den samlade kyrkan. Termen har använts såväl inom den katolska som de ortodoxa och anglikanska kyrkorna.

## Katolska encyklikor
Inom den katolska kyrkan är en påvlig encyklika en rundskrivelse till hela katolska kyrkan, det vill säga till samtliga drygt 20 riter inom den, inte bara den romerska, som ett uttryck för hans läroauktoritet. Påvliga encyklikor har namn efter textens första ord. En encyklika anses i allmänhet inte falla under ofelbarhetsdogmen, men troende katoliker kan inte heller bara ignorera dess innebörd. 
Encyklikor användes särskilt under 18- och 1900-talen. Under det sistnämnda århundradet har en lång rad encyklikor handlat om sociala frågor och problem, och är en viktig bas för denna kyrkas sociallära.